# Xie Jun (nadador)
Xie Jun (Chino: 謝軍; 31 de diciembre de 1968) es un ex nadador chino que compitió en los Juegos Olímpicos de Verano de 1988 y en los Juegos Olímpicos de Verano de 1992.